# Cost driver
Con la definizione cost driver  - letteralmente "(fattore) che pilota un costo" in inglese - si intendono i criteri atti a dividere le voci economiche in dettagli più utili alle analisi di contabilità analitica o di contabilità industriale.
Tali criteri possono essere i più disparati in base alle necessità o alla natura della voce (per esempio costo o ricavo). Sono quindi i criteri stabiliti per la divisione del quantitativo di ogni attività.
In termini esecutivi il criterio è esplicato in un parametro (quantitativo) (criterio è un concetto di carattere gestionale).
Un esempio tipico di cost driver è quello relativo alla divisione delle spese di energia elettrica.
Normalmente l'azienda riceve una fattura unica relativa a questa voce di costo, ma ha necessità di frazionarla fra i diversi reparti aziendali per poter definire un bilancio per centri di costo.
Per questo fine si possono utilizzare diversi criteri: i metri quadrati di superficie dei locali, i metri cubi degli stessi, il numero di persone che lavorano nei singoli centri o le apparecchiature utilizzate. 
Non esiste una regola per determinare se un criterio sia valido oppure no, la decisione sull'adozione di un criterio o di un altro è puramente interna all'azienda che la attua. L'unico elemento da considerare è che la divisione deve essere totale e senza resti, cioè non deve prevedere residui indivisi, ciò al fine di garantire una quadratura con la contabilità generale che riporta le voci originali.
Inoltre possono individuare possibili diseconomie che l'impresa ha raggiunto nel tempo tramite economie di integrazione e di diversificazione, e che hanno causato una crescita dei costi commerciali e amministrativi.
È importante distinguere il cost driver immediato dal cost driver ultimo.
Cost driver immediato: è l'unità di misura del fabbisogno di attività che un certo output genera.
Cost driver ultimo: rappresenta l'origine di sostenimento dei costi indiretti.